# Burrow (Film)
Burrow ist ein sechsminütiger Animationsfilm von Madeline Sharafian. Ursprünglich geplant als Vorfilm zu Soul wurde er 2020 auf Disney+ veröffentlicht.

## Handlung
Ein kleiner Hase möchte einen unterirdischen Bau anlegen. Bei seinem Bauvorhaben stößt er jedoch auf mehrere Bewohner, die ihm erklären, er könne hier wohnen und möchten ihn bei seinem Bau unterstützen. Ein Maulwurf und eine Wühlmaus zeigen stolz ihre prächtigen Höhlen, so dass er sich schämt.
So gräbt er immer tiefer. Er landet bei freundlichen Igeln, die ihm Essen anbieten, anschließend in der Bibliothek der Frösche, im Badezimmer, der Sauna und Umkleidezimmer der Lurche. Im Restaurant der Käfer wird er vertrieben. Schließlich landet er vor einer Tür mit einem scheinbar grässlichen Ungeheuer. Panikartig flieht er weiter nach unten, bis er auf das Grundwasser stößt. Er droht zu ertrinken und rettet sich nach oben. Voller Panik klopft er an der Tür des Ungeheuers, das sich als Dachs herausstellt.
Voller Scham erklärt er sein Problem. Der Dachs ruft die anderen Höhlenbewohner zusammen. Mit gemeinsamen Kräften gelingt es ihnen, den Bau zu retten. Anschließend helfen sie ihm alle beim Bau eines kleinen Häuschens, das nun als sein Unterschlupf dient.

## Hintergrund
Der Pixar-Film war als Vorfilm zu Soul geplant. Da der Film jedoch aufgrund der COVID-19-Pandemie seine Premiere nicht im Kino, sondern auf dem Streamingportal Disney+ hatte, wurde auch der Kurzfilm am 25. Dezember 2020 dort veröffentlicht. Er erschien in der Pixar-Reihe SparkShorts und wäre die erste Kinoauswertung aus der Reihe geworden. Regie führte Madeline Sharafian.
Der Film kommt ohne Sprache aus. Musikalisch wurde das Oboen-Konzert Konzert für Oboe und Orchester C-Dur KV 314 von Wolfgang Amadeus Mozart verwendet.

## Rezeption
Der Kurzfilm wurde bei der Oscarverleihung 2021 für einen Oscar in der Kategorie Bester animierter Kurzfilm nominiert.